# 戦後地銀
戦後地銀（せんごちぎん）は、第二次世界大戦後の1950年（昭和25年）から1954年（昭和29年）にかけての日本で設立された12行の地方銀行の総称。戦後設立地銀（せんごせつりつちぎん）とも呼ばれる。

## 設立までの経緯
昭和初頭に起こった昭和金融恐慌をきっかけに、日本の金融当局は地方の中小零細銀行の整理統合を始めた。続く世界恐慌から第二次世界大戦へと進む中で、統制経済の下で国債の円滑な流通と戦費調達のため、1936年（昭和11年）に大蔵省は「一県一行主義」の行政指導を行なった。太平洋戦争開始後の1942年（昭和17年）には金融事業の委託、授受、譲渡もしくは譲受または法人の合併命令を発しうる規定を設けた金融事業整備令が施行されたことで、行政の指導を受け、もしくは自発的な動きに基づく銀行の合併統合が相次ぎ、終戦時の1945年（昭和20年）に普通銀行は61行まで減少し、一県一行体制はほとんど完成した。
しかし、一県一行体制では戦後復興資金を十分に流通させることができず、体制の見直しを迫られた政府は、金融の円滑化を図って主に地域中小企業者などに資金を供給し、その結果、全国で12行の地方銀行が設立されるに至った。これら12行は戦前までに設立された地方銀行と区別して戦後地銀と呼ばれる。

## 戦後地銀の一覧
12行の戦後地銀は以下の通り。設立後に行名改称や合併、消滅などの動向があった場合は備考欄に記す。2024年（令和6年）現在、戦後地銀のうちで開業当初からの行名を保っている銀行は5行（太字）、改称や合併などを経て、法人格が存続している銀行は4行、法人格が消滅した銀行は3行（ ピンク ）である。なお、沖縄県を拠点とする琉球銀行と沖縄銀行はアメリカ施政権下において設立されたため、戦後地銀には含まれない。
| 行名         | 設立年月日                 | 本店所在地（設立時）                 | 備考 |
| ------------ | -------------------------- | ------------------------------------ | --- |
| 東北銀行     | 1950年（昭和25年）10月7日  | 岩手県盛岡市                         | |
| 大阪不動銀行 | 1950年（昭和25年）11月24日 | 大阪府大阪市西区                     | 1957年（昭和32年）に大阪銀行へ改称。2000年（平成12年）に第二地銀の近畿銀行を合併して近畿大阪銀行（本店：大阪府大阪市中央区）に改称。2019年（平成31年）に第二地銀の関西アーバン銀行を吸収合併して関西みらい銀行（本店：大阪府大阪市中央区）に改称。 |
| 泉州銀行     | 1951年（昭和26年）1月25日  | 大阪府岸和田市                       | 同じ戦後地銀の池田銀行と2009年（平成21年）に持株会社形式で経営統合。2010年（平成22年）に池田銀行に吸収合併され解散。池田銀行は池田泉州銀行となる。                                                                                                 |
| 北海道銀行   | 1951年（昭和26年）3月5日   | 北海道札幌市中央区                   | |
| 池田銀行     | 1951年（昭和26年）9月1日   | 大阪府池田市                         | 同じ戦後地銀の泉州銀行と2009年（平成21年）に持株会社形式で経営統合、2010年（平成22年）に泉州銀行を吸収合併、池田泉州銀行（本店：大阪府大阪市北区）となる。                                                                                         |
| 東京都民銀行 | 1951年（昭和26年）12月12日 | 東京都中央区                         | 後に、東京都港区六本木→同南青山に本店を移転。2014年（平成26年）に第二地銀の八千代銀行と持株会社形式で経営統合、2018年（平成30年）に新銀行東京とともに八千代銀行（現：きらぼし銀行）へ吸収合併。                                                    |
| 千葉興業銀行 | 1952年（昭和27年）1月18日  | 千葉県千葉市                         | |
| 武蔵野銀行   | 1952年（昭和27年）3月6日   | 埼玉県大宮市（現：さいたま市大宮区） | |
| 関東銀行     | 1952年（昭和27年）9月15日  | 茨城県土浦市                         | 2003年（平成15年）に第二地銀のつくば銀行を吸収合併して関東つくば銀行に改称。2010年（平成22年）に第二地銀の茨城銀行を吸収合併して筑波銀行に改称。                                                                                                   |
| 河内銀行     | 1952年（昭和27年）11月24日 | 大阪府布施市（現：東大阪市）         | 1965年（昭和40年）に救済のため住友銀行（現：三井住友銀行）へ吸収合併。 |
| 筑邦銀行     | 1952年（昭和27年）12月1日  | 福岡県久留米市                       | |
| 富山産業銀行 | 1954年（昭和29年）1月19日  | 富山県高岡市                         | 1967年（昭和42年）8月に富山銀行へ改称。 |